# Cosaco Mamai

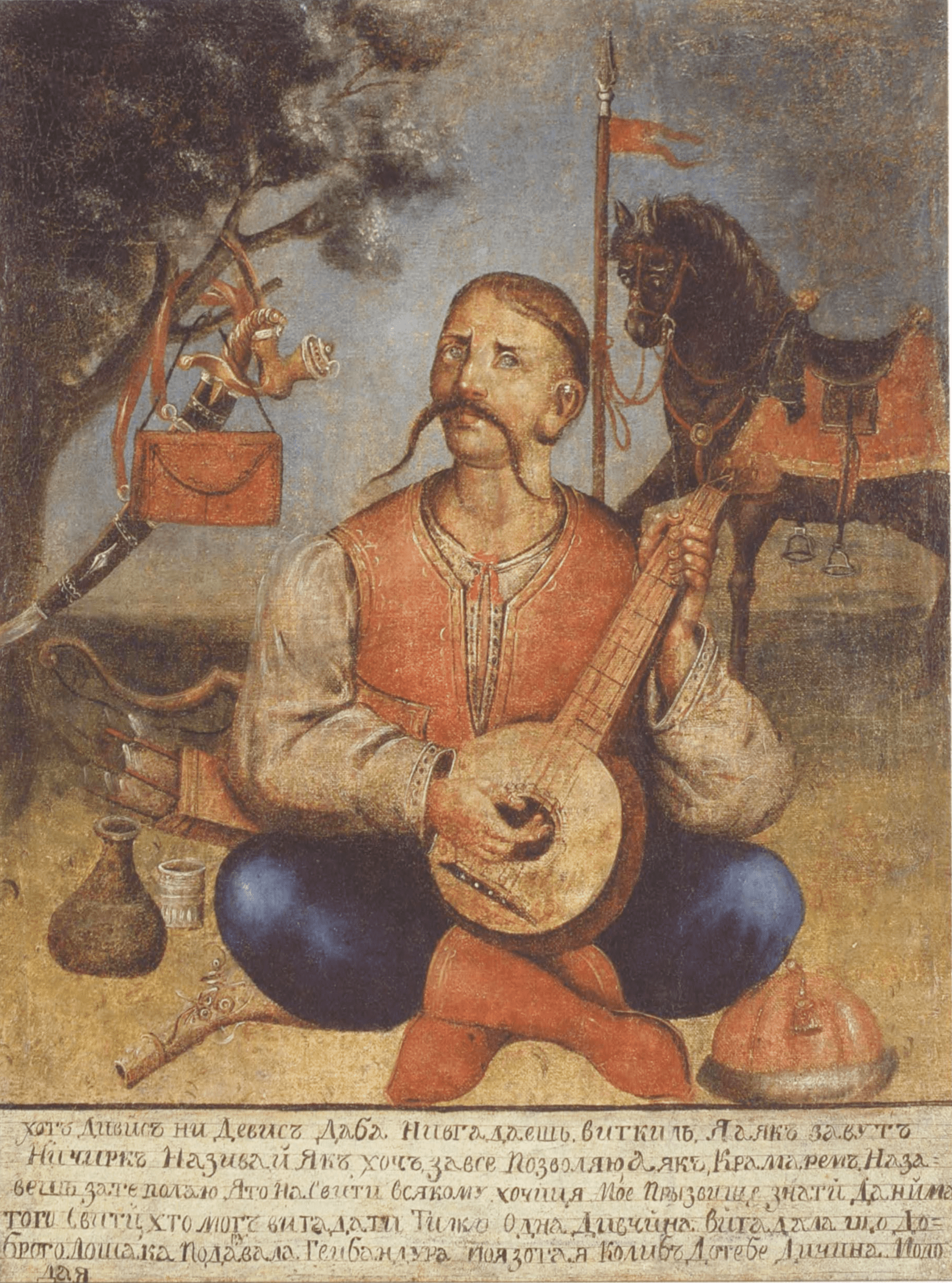
Cuadro del Cosaco Mamáy del

El Сosaco Mamái (en ucraniano: Козак Мамай) es uno de más famosos personajes del folclore de Ucrania, que simboliza el afecto que sentía la gente ucraniana por los cosacos.
Menciones sobre el Сosaco Mamái existen en leyendas populares, cuentos y parábolas. Su imagen se ha reconstituido de una pintura popular: abrigo, botas rojas y pantalones azules. Con la cabeza afeitada, bigotes largos, cejas espesas y mejillas sonrosadas - ese retrato del cosaco, ha hecho la gente ucraniana en su imaginación.
En cada cuadro que se ha pintado al Сosaco Mamái, llevaba un kobza, que era el símbolo del alma ucraniano y que está siempre cantando. El caballo al lado de ese personaje, siempre simboliza libre albedrío de la gente, y el roble, su poder. En algunos cuadros se puede ver una espada con una bandera roja, una botella y un chato. Eso tiene relación con la muerte del cosaco. La espada con bandera roja, siempre se ha dejado en los sitios de enterramiento y la botella con chato, han sido colocadas dentro de las tumbas.
Esos cuadros se han pintado en tela, en paredes de la casa, incluso en las puertas, usando colores vivos y frescos, a veces con sobrescritos: «(en ucraniano: "Я козак Мамай, мене не займай", literalmente - «yo soy el Сosaco Mamái, no me toques»)», etc. Cada sobrescrito refería acerca de los dueños de la casa, su carácter y su forma de ser. 